# Pieter de Molijn
Pieter de Molijn, auch de Molyn, (*  6. April 1595 in London; † 23. März 1661 in Haarlem) war ein niederländischer Landschaftsmaler. Er gilt mit Jan van Goyen und Salomon van Ruysdael, die ebenfalls in Haarlem wirkten, als Hauptvertreter der tonalen Landschaftsmalerei.

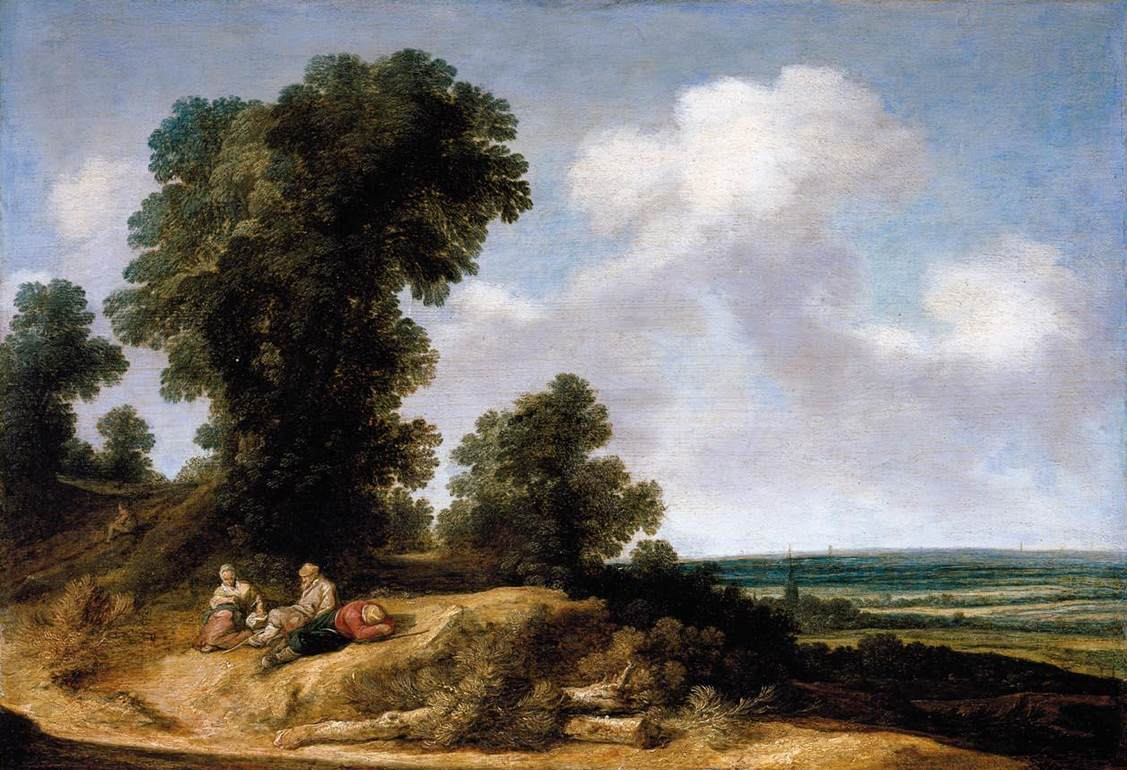
Landdüne, 1630er Jahre, Privatsammlung

## Leben
Pieter de Molijn wurde in London als Mitglied der niederländischen Reformierten Gemeinde in Austin Friars getauft. Möglicherweise war er in seiner Jugend einige Zeit in Italien und war ein Schüler von Esaias van de Velde. 1616 ist er in Haarlem als Mitglied der Lukasgilde der Maler nachweisbar. Von 1616 bis 1627 lebte er in Delft und danach wieder in Haarlem.
Sein Bild Dünen von 1626 gilt als eines der frühesten Werke der Haarlemer Schule der tonalen Landschaftsmalerei mit monochromer Palette. Als Maler widmete er sich den unterschiedlichsten Sujets. Neben Landschaftsbildern Porträts, Genremalerei, Marinebilder, Architekturbildern.

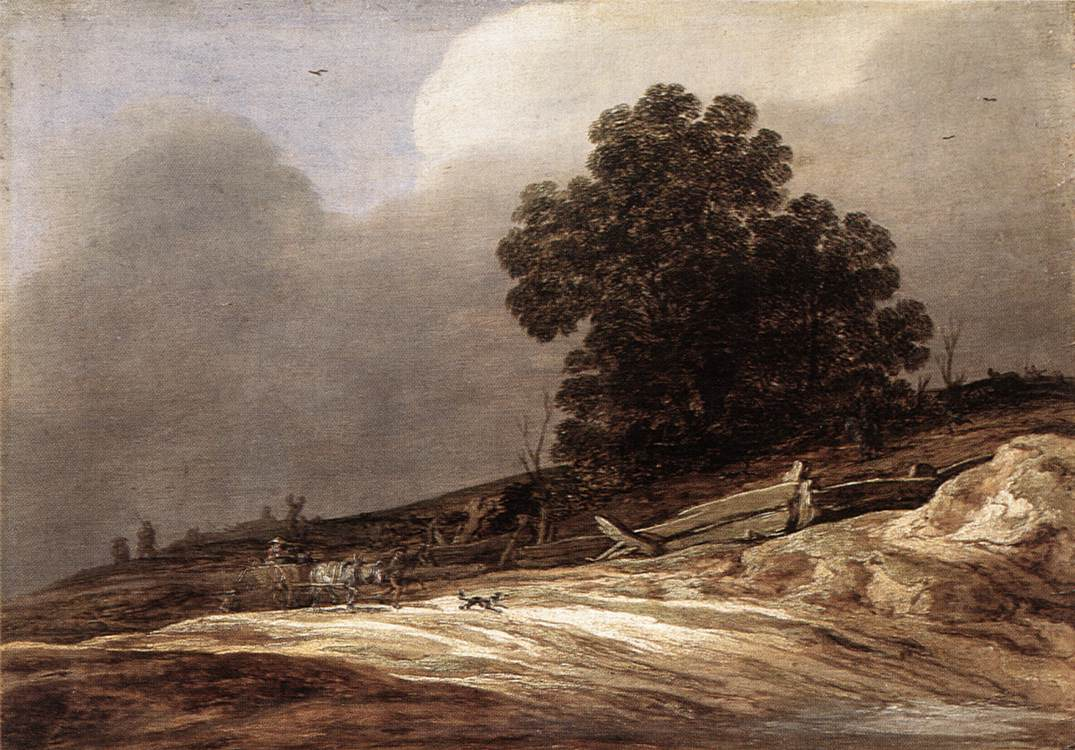
Dünen, 1626, Anton-Ulrich-Museum Braunschweig

Zu seinen Schülern zählen Gerard ter Borch, Jan Coelenbier (1610–1680), Anthony Molijn, Allart van Everdingen.
Er hatte einen Sohn Pieter (1637–1701), der nach Rom ging und dort Mitglied des Kreises niederländisch-flämischer Maler Bentvueghels war. Er war dort als Peter Tempesta bekannt und malte vor allem Jagdszenen. Später war er sechzehn Jahre in Genua im Gefängnis wegen der Tötung seiner Frau. Bei der französischen Belagerung 1684 kam er frei und ging nach Parma.

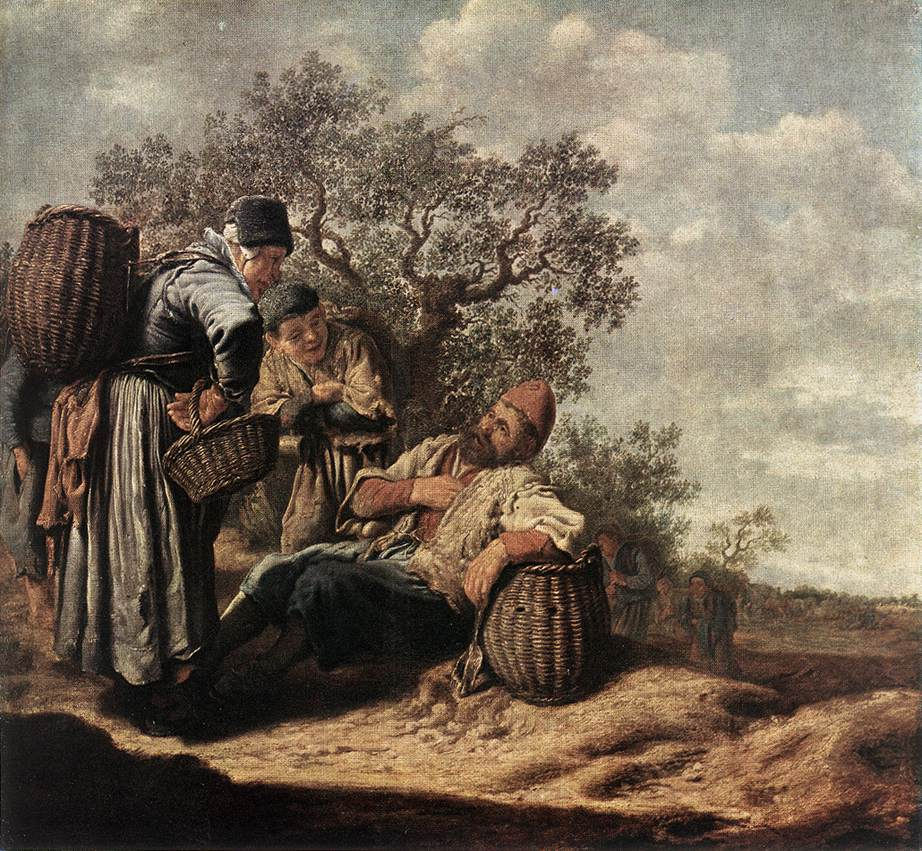
Landschaft mit sich unterhaltenden Bauern, um 1640, Budapest Kunstmuseum